# Rambol
Cet article possède un paronyme, voir Ramboll.
Rambol est une marque commerciale désignant un fromage à pâte fondue qui se décline en différentes versions : aux fines herbes, aux noix, au bleu
, aux noisettes, au poivre vert, au poivre, au saumon, etc.

## Description
Pour les versions fines herbes et saumon à la coupe, la pâte crémeuse est généralement moulée dans une croute de cire en forme d'anneau.
La pâte de la version aux noix contient des éclats de noix tandis que sa surface est bordée de cerneaux entiers.

## Fabrication
Ce fromage est fabriqué dans le département des Yvelines depuis les années 1960, où il fut inventé dans une crèmerie de Rambouillet sous le nom de « rambolitain » (gentilé des habitants de Rambouillet). Sa fabrication est depuis assurée par la Fromagerie Rambol, située à Saint-Arnoult.

## Composition
Pour la version aux noix :
- Fromage blanc (45 %) ;
- fruits à coque (10 %, dont 6 % de noix) ;
- Beurre ;
- Protéine de lactosérum ;
- poudre de lait écrémé ;
- Émulsifiants : phosphate E452, acide pyrophosphorique E450 ;
- Amidon transformé de manioc ;
- Sel ;
- Épaississants ;
- Arôme de céleri ;
- Eau.

## Gamme
Cette marque est apposée sur des fromages de plusieurs tailles et arômes :
- Boîte de 200 grammes standard
- Boîte de 200 grammes aux truffes
- Pièce d'1,2 kilogramme avec cerneaux (vente à la coupe)
- Pièce de 2 kilogrammes sans cerneaux (vente à la coupe)

La fromagerie Rambol de Saint-Arnoult-en-Yvelines est aussi à l'origine du « menu fromage » dans les années 1990, une préparation panée au fromage à cuire au format d'un steak haché, avec notamment une version au jambon,,.